# 알링소스시

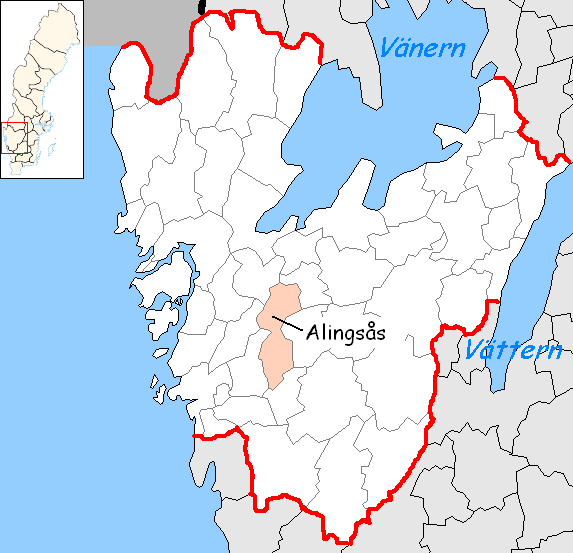
알링소스 시의 위치

알링소스시(스웨덴어: Alingsås kommun)는 스웨덴 베스트라예탈란드주에 위치한 지방 자치체로 행정 중심지는 알링소스이며 면적은 551.17km2, 인구는 40,045명(2016년 12월 31일 기준), 인구 밀도는 73명/km2이다.

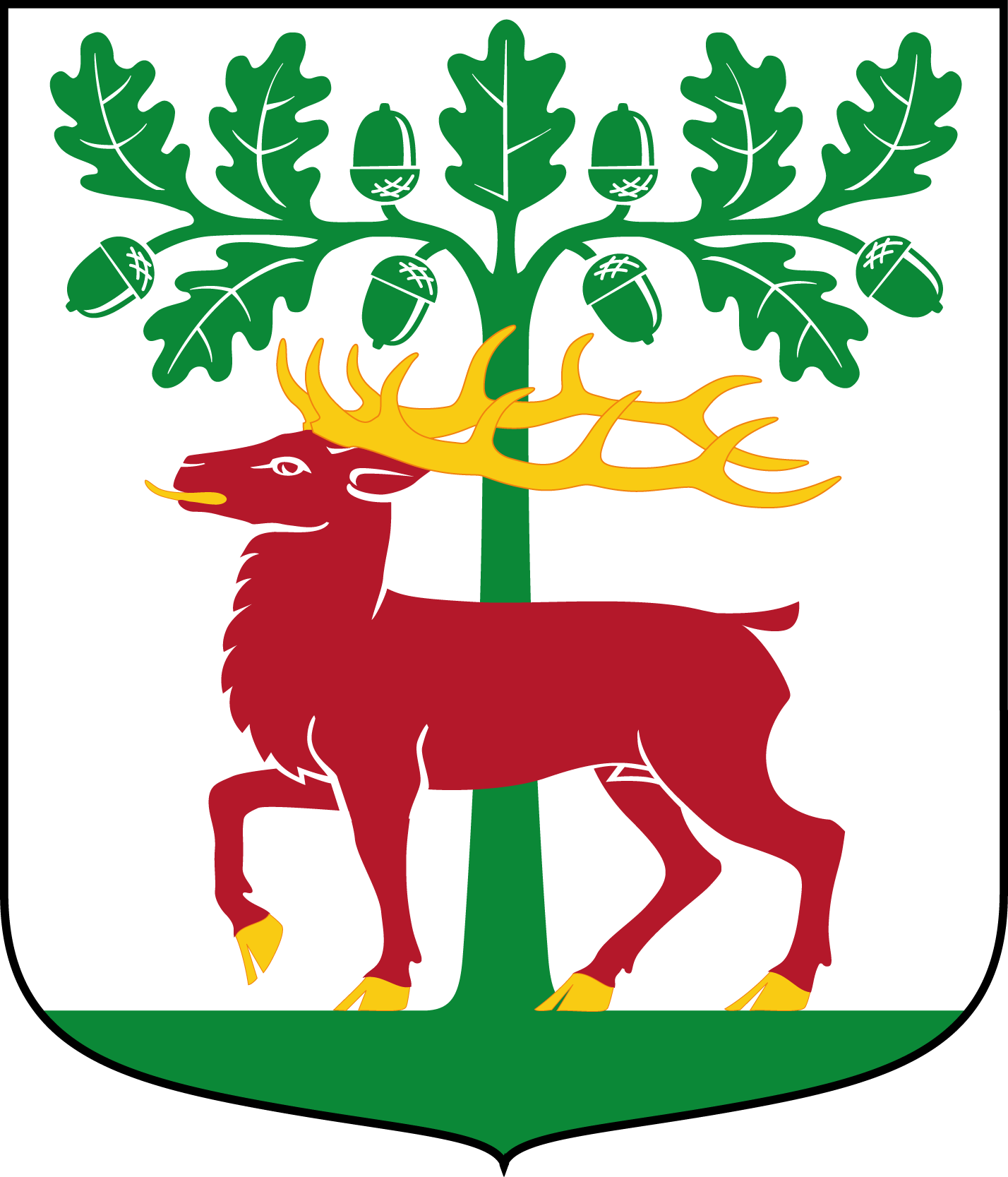
시 문장